# RH Rolta Louvain
El RH Rolta Louvain es un club de hockey sobre patines de la ciudad belga de Lovaina.
Hasta el año 1999 jugaba sus encuentros en la liga belga y a partir de ese año participa en la liga neerlandesa.
Su éxito deportivo más destacado a nivel internacional fue la participación en la final de la Recopa de Europa de la temporada 1989-1990, aunque la perdió de forma muy abultada ante el HC Liceo por un global de 31-3.